# Comuna Ieud, Maramureș
Ieud (în maghiară: Jód, în germană: Joodt) este o comună în județul Maramureș, Transilvania, România, formată numai din satul de reședință cu același nume.

## Demografie
Componența etnică a comunei Ieud
     Români (95,59%)
     Alte etnii (0,07%)
     Necunoscută (4,33%)
Componența confesională a comunei Ieud
     Ortodocși (74,19%)
     Greco-catolici (21,03%)
     Alte religii (0,25%)
     Necunoscută (4,53%)
Conform recensământului efectuat în 2021, populația comunei Ieud se ridică la 4.061 de locuitori, în scădere față de recensământul anterior din 2011, când fuseseră înregistrați 4.318 locuitori. Majoritatea locuitorilor sunt români (95,59%), iar pentru 4,33% nu se cunoaște apartenența etnică. Din punct de vedere confesional, majoritatea locuitorilor sunt ortodocși (74,19%), cu o minoritate de greco-catolici (21,03%), iar pentru 4,53% nu se cunoaște apartenența confesională.

## Politică și administrație
Comuna Ieud este administrată de un primar și un consiliu local compus din 13 consilieri. Primarul, Nicolae-Traian David[*], de la Partidul Social Democrat, este în funcție din 2000. Începând cu alegerile locale din 2024, consiliul local are următoarea componență pe partide politice:
|  | Partid                     | Consilieri | Componența Consiliului | Componența Consiliului | Componența Consiliului | Componența Consiliului | Componența Consiliului | Componența Consiliului | Componența Consiliului |
|  | -------------------------- | ---------- | ---------------------- | ---------------------- | ---------------------- | ---------------------- | ---------------------- | ---------------------- | ---------------------- |
|  | Partidul Social Democrat   | 7          |                        |                        |                        |                        |                        |                        |                        |
|  | Partidul Național Liberal  | 5          |                        |                        |                        |                        |                        |                        |                        |
|  | Partidul Mișcarea Populară | 1          |                        |                        |                        |                        |                        |                        |                        |

## Atracții turistice
- Biserica de lemn din Ieud Deal, patrimoniu UNESCO
- Biserica de lemn din Ieud Șes
- Muzeul satului Ieud
- Cimitirul evreiesc
- Ateliere meșteșugărești tradiționale

## Personalități născute aici
- Victor Mihaly de Apșa (1841 - 1918), episcop și mitropolit al Bisericii Române Unite cu Roma.